# Hénanbihen
Hénanbihen (tiếng Breton: Henant-Bihan, Gallo: Henaunt-Bihaen) là một xã của tỉnh Côtes-d’Armor, thuộc vùng Bretagne, tây bắc Pháp.

## Dân số
Người dân ở Hénanbihen được gọi là Hénanbihannais hoặc Hénanbihennais.